# Johann Ludwig Loeseke
 Johann Ludwig Leberecht Loeseke (* 1724 in Berlin; † 9. April 1757 ebenda) war ein deutscher Mediziner.

## Leben
Johann Ludwig Loeseke studierte an der Universität Halle Medizin und wurde 1745 promoviert. Er wirkte als praktischer Arzt in Berlin und wurde zum außerordentlichen Professor am medicinisch-chirurgischen Collegium ernannt.
Johann Ludwig Loeseke wurde am 24. Februar 1756 mit dem akademischen Beinamen Leonides III. als Mitglied (Matrikel-Nr. 608) in die Leopoldina aufgenommen.

## Schriften
- De motu sanguinis intestino. Schneider, Halle 1745 (Digitalisat in der Google-Buchsuche).
- Semiotik, oder Lehre von den Zeichen der Krankheiten.  Gröll, Dresden/Warschau 1762 (Digitalisat in der Google-Buchsuche).
- Neue und seltene anatomisch-chirurgisch-medizinische Wahrnehmungen. Zweyte Auflage, Lange, Berlin und Stralsund 1767 (Digitalisat).
- mit Aaron Samuel Gumperz: D. Johann Ludwig Leberecht Lösecke Abhandlung von den auserlesenen Arzneymitteln nach derselben Ursprung, Güte, Bestandtheilen, Maße und Art zu wirken nebst Vorschriften wie dieselben aus der Apotheke zu verordnen sind. Dritte Auflage, Nicolai, Berlin 1763 (Digitalisat).
- mit Johann Friedrich Zückert: D. Joh. Ludwig Leberecht Löseke Materia medica oder Abhandlung von den auserlesenen Arzneymitteln nach derselben Ursprung, Güte, Bestandtheilen, Maße und Art zu wirken nebst Vorschriften wie dieselben aus der Apotheke zu verordnen sind. Vierte Auflage, Nicolai, Berlin und Stettin 1773 (Digitalisat).
- mit Johann Friedrich Gmelin: D. Joh. Ludwig Leberecht Löseke Materia medica oder Abhandlung von den auserlesenen Arzneymitteln nach derselben Ursprung, Güte, Bestandtheilen, Maße und Art zu wirken nebst Vorschriften wie dieselben aus der Apotheke zu verordnen sind. Fünfte Auflage, Nicolai, Berlin und Stettin 1785 (Digitalisat).